# 但馬銀行
株式会社但馬銀行（たじまぎんこう、The Tajima Bank, Ltd.）は、兵庫県豊岡市に本店を置く地方銀行。第二地方銀行ではない地方銀行としては兵庫県唯一である。

## 概要
1897年11月、美含銀行として兵庫県城崎郡香住町に設立。1932年9月、香住銀行に商号を変更。その後戦時統合によって県内の銀行統合が進展するが、香住銀は水産金融の特殊性から頑強に単独存続の必要性を訴えて、但馬地方の8行合併によって設立された全但銀行に参加せず終戦を迎えた。
香住銀は戦時における損失も少なく、資本金の減資や第二封鎖預金を実施することなく、戦後の混乱期を無事に乗り越え、増資を重ねて経営基盤の充実に努めた。1953年1月、神戸銀行（現：三井住友銀行）から香住、浜坂、柴山支店が譲渡されたことを皮切りに、漸次、数店が譲渡され、1956年9月24日、但馬銀行に行名を改め、但馬地方を地盤とする銀行であることを鮮明にした。
本店所在地である豊岡市をはじめ、但馬県民局管内の全市町から指定金融機関を受託している。但馬県民局管内ではメインバンク社数シェアで5割を超える等確固たる基盤を築いている。阪神・東播磨・中播磨・丹波地区など兵庫県南部への出店も積極的に行っているが、同じく兵庫県内を拠点とするみなと銀行や県内本拠の各信用金庫と強い競合関係になっている。もっとも但馬・みなと両行で県内特有の状況解決に向けた協力の取り組みも始めていて、但馬銀行が本拠とする但馬県民局管内にみなと銀行は最盛時で9支店を構えていたが、2024年までに1支店に集約する等すみ分けの動きもみられる。この他大阪府および京都府に支店を開設している。この内神戸支店は神戸市中央区のJR三ノ宮駅のすぐ北に自行ビルを構えている。なお、兵庫県内でも西播磨や淡路島などへの出店はしていない。東京都への出店もしていない。
キャッチフレーズは「地域とともに発展する」。コース別採用は行ってなく、新卒採用者は全員が総合職となる。
2019年6月、26年ぶりにトップが交代し、倉橋基頭取が代表取締役会長に退き、後任の頭取には坪田奈津樹常務が昇格した。

## 沿革
- 1897年（明治30年）11月 - 株式会社美含銀行として設立。
- 1932年（昭和7年）9月 - 株式会社香住銀行に商号変更。
- 1938年（昭和13年）5月 - 株式会社浜坂銀行を吸収合併。
- 1956年（昭和31年）9月 - 神戸銀行（現：三井住友銀行）から但馬地区12店舗を譲り受け[注 2]、株式会社但馬銀行に商号変更。
- 1979年（昭和54年）7月11日 - 本部を香住町から豊岡市に移転。
- 1983年（昭和58年）7月 - 豊岡市に新本店を建設[注 3]。
- 2006年（平成18年）7月 - 商工中金と業務提携。
- 2012年（平成24年）5月 - 勘定系システムをSTELLA CUBE（NTTデータ基幹系共同センター）に移行[11]。
- 2014年（平成26年）9月30日 - みずほ銀行、農林漁業成長産業化支援機構などとともに但馬・養父6次産業化支援ファンドを設立[12]。
- 2016年（平成28年）11月9日 - 兵庫県と産業振興に関する連携協定を締結[13]。
- 2018年（平成30年）4月1日 - 鳥取銀行とATMを無料相互開放を開始。

## 関係会社

### 連結子会社
- 但銀ビジネスサービス株式会社
- 但銀リース株式会社

### 持分法非適用非連結子会社
- 但馬・養父6次産業化支援ファンド投資事業有限責任投資組合

## ATM

### Patsat（パッとサッと）
2005年（平成17年）3月より加盟。加盟行は、阪急電鉄と北大阪急行電鉄の主要駅構内に設置のステーションATMであるPatsat（パッとサッと）で、平日日中帯は手数料無料で、その他の時間帯も時間外手数料を支払う事で利用できる。

### セキュリティ
2006年（平成18年）5月よりLeadus製の非接触型指静脈認証システムを導入した。

## 地域貢献
コウノトリをシンボルとしている。
植樹などによる自然環境の保全や森づくりなどに積極的に取り組んでいる。
兵庫県豊岡市のコウノトリ野生復帰事業を核とした、人と自然が共生する地域づくりに共鳴し、2005年（平成17年）の9月24日に自然界に放鳥されたコウノトリの生息できる場づくりなどに協力している。
2006年（平成18年）3月には豊岡市立三江小学校に人工巣塔の寄贈を行った。

### 注
1. ↑  鳥取県内（鳥取市、境港市）にも支店を構えたが、1970年代に撤退した。また地銀で東京都に拠点を持たない銀行は、但馬銀のほかは、富山銀行と近畿大阪銀行のみである。
2. ↑  この営業譲渡で譲り受けた店舗のほとんどが全但銀行（但馬地区の銀行が戦時統合により発足した銀行。1945年（昭和20年）3月に神戸銀行に合併）の店舗である。また、現美方郡域にある店舗を中心にこれとは別に先行譲渡された店舗もある。なお、この際に神戸銀行に残った豊岡支店は三井住友銀行豊岡支店として現存しており、但馬地区で唯一の都市銀行の支店となっている。
3. ↑  移転前までは全国で唯一、「町」に本店を置く地銀であった。